# Noailly
Noailly este o comună în departamentul Loire din sud-estul Franței. În 2009 avea o populație de 761 de locuitori.

## Evoluția populației
| An        | 1975 | 1982 | 1990 | 1999 | 2006 | 2009 |
| --------- | ---- | ---- | ---- | ---- | ---- | ---- |
| Populație | 526  | 624  | 727  | 719  | 735  | 761  |